# Grupa warowna Tancrémont

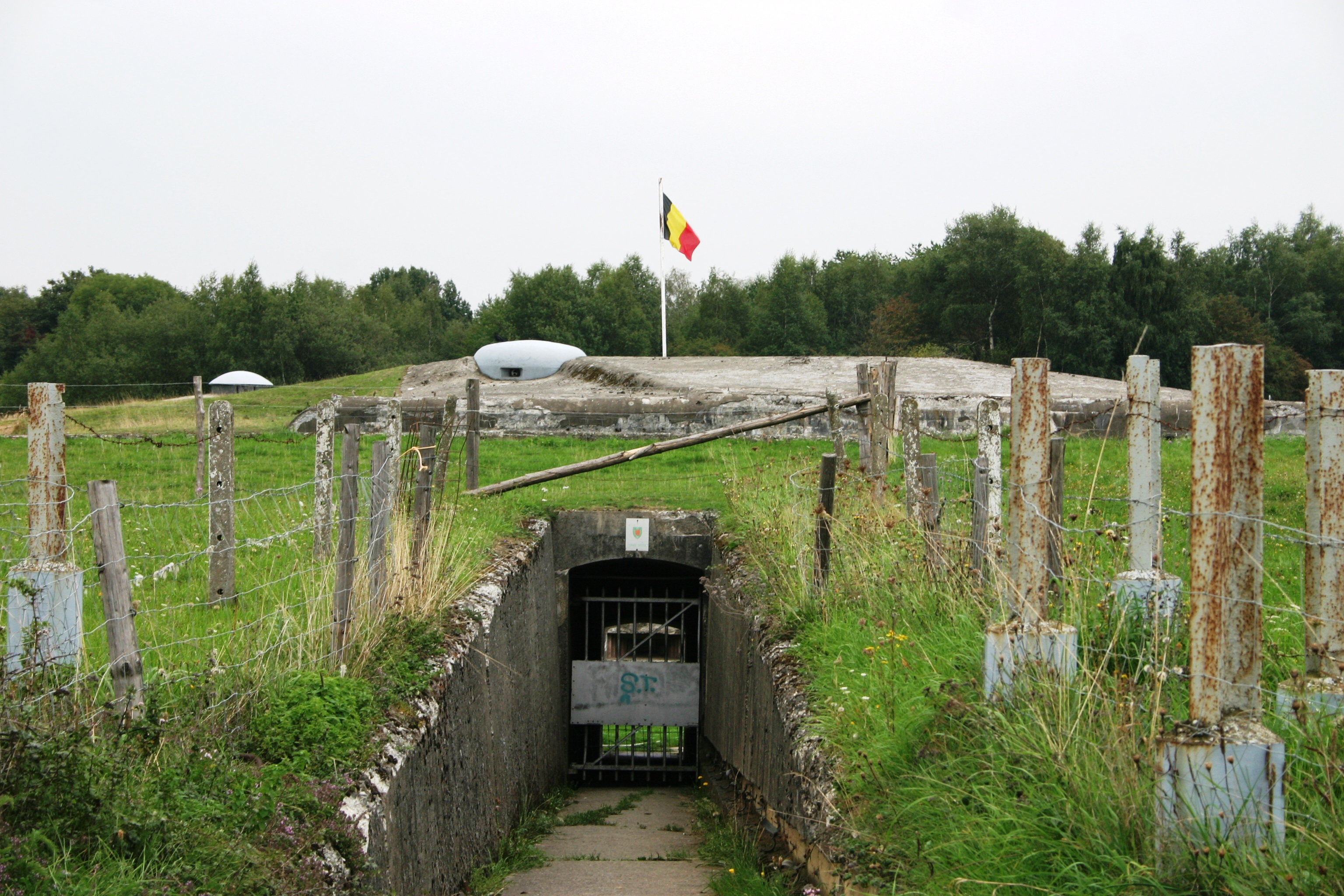

Grupa warowna Tancrémont – belgijska grupa warowna, wzniesiona w okresie międzywojennym wraz z trzema innymi podobnymi grupami do obrony przedpól miasta Liège i znajdującej się tam twierdzy.
Grupa Tancrémont posiadała 10 bloków; 5 z nich tworzyło zasadniczą część bojową, otoczoną fosą o narysie czworobocznym, bronioną przez dalsze trzy bloki o charakterze kaponier. Umocnienie uzupełniał blok obserwacyjny wysunięty na północ w stosunku do głównego masywu oraz blok wejściowy, położony na jego zapleczu, po stronie zachodniej. 
Uzbrojenie grupy składało się z czterech dział 75 mm w dwóch dwudziałowych wieżach, moździerzy, karabinów maszynowych i dział przeciwpancernych. Planowano montaż wieży z dalekosiężnymi armatami kalibru 120 mm, ale ze względów oszczędnościowych zrezygnowano z tego rozwiązania.
Wszystkie bloki połączone były systemem potern. Grupa wyposażona była w podziemny kompleks magazynowo-koszarowy. Jej załoga liczyła łącznie 422 ludzi.
Tancrémont była najmniejszą z czterech belgijskich grup warownych otaczających Liège. Niemieckie działania ominęły w zasadzie to umocnienie; grupa skapitulowała dopiero 29 maja wraz ze złożeniem broni przez armię belgijską.